# 对生蒴蛤
是帘蛤目紫云蛤科Asaphis的一种。主要分布于印度尼西亚、中国大陆、台湾，常栖息在潮间带。